# Blanche Cavelli
Pour les articles homonymes, voir Chevallier.
Blanche Cavelli, de son vrai nom Eugénie Zélia Chevallier, née à Saint-Denis le 7 août 1875 et morte à Paris (18e) le 29 septembre 1951, est une artiste lyrique et comédienne française.
Elle a interprété des rôles dans des spectacles, opéras et pantomimes mais elle s'est surtout illustrée en France par le premier striptease complet le 3 mars 1894 dans Le Coucher d'Yvette au Concert Lisbonne, salle de spectacle aussi appelée le Divan Japonais au 75 rue des Martyrs.

## Ses débuts
Fille de Victor Adolphe Chevallier, manouvrier à Gretz en Seine-et-Marne puis employé de la Compagnie des chemins de fer du Nord à Saint-Denis, et de Louisa Désirée Sédille, couturière, Eugénie Zélia Chevallier connait une enfance modeste avec son frère jumeau Victor Louis Antoine, qui reprendra le même métier que son père, sa sœur Marie-Henriette, alias Berthe Cavelli de son futur nom de scène, sa sœur Louise Juliette Adolphine, l'aînée de la famille, et les benjamins jumeaux Henri Paul et Marcel Charles. Elle ne connaîtra pas sa sœur cadette Eugénie Malvina, morte à l'âge de 3 ans. À la fin du XIXe siècle, toute la famille ira vivre chez Blanche au 30 de la rue Simart à Paris dans le 18e, à l'exception de Louise qui se mariera en 1905 avec l'ophtalmologue Albert Terson à qui l'on attribuera la découverte du syndrome de Terson.
Sans doute repérée pour ses qualités, Blanche joue dès l'âge de 15 ans au Casino de Paris en décembre 1890 dans Cocher, au Casino !, fantaisie-revue en 3 actes.
Le 24 mars 1891, elle campe le personnage de Sosthène au Théâtre des Menus-Plaisirs dans l'Opéra-Bouffe L'Oncle Célestin de Maurice Ordonneau et Henri Kéroul puis elle joue dans Le Coq, opérette de P.Ferrier et Depré sur une musique de V.Roger.
En octobre de la même année, au Théâtre Bellecour à Lyon dans le vaudeville en un acte de Charles Mey et Georges Mentelé Un Chien au Biberon, elle interprète le rôle d'un gamin avec sa sœur Berthe Cavelli (Marie-Henriette) qui joue une soubrette. Elle jouera encore avec Berthe dans Maître Bovarel de Georges Mentelé en 1891 puis dans l'opéra bouffe d'Offenbach Les Brigands en 1892.
En octobre 1892, Blanche joue au théâtre des Fantaisies-Parisiennes de la rue Rochechouart, dans le vaudeville-opérette La Bonne de Chez Duval puis en janvier 1893 dans le vaudeville Vert-Vert de MM. De Leuven et De Forges, pantomimes et tableaux de Guillaume Livet et Charles Aubert, repris de la comédie du même nom créée en 1832 au théâtre du Palais-Royal par Virginie Déjazet et tirée de la pièce de Jean-Baptiste Gresset Vert-Vert ou le Voyage du Perroquet de Nevers (1734).
En 1893, Blanche fait officiellement partie des artistes permanents de la troupe du Théâtre des Nouveautés. En février, elle se produit également au Théâtre-Français de Rouen, dans la Revue des éperlans, pièce lyrique de Hugues Delorme et Paul Delesques.

## Le coucher d'Yvette

### Le succès du premier striptease
De mars à juin 1894, Blanche Cavelli s'illustre dans Le Coucher d'Yvette appelé aussi Le Coucher de la mariée, pantomime lyrique en un acte de Francisque Verdellet accompagnée d'une musique d'Eugène Arnaud.

« Au XIXe siècle, les cafés-concerts et les music-halls se mettent à produire des pantomimes très légèrement fictionnelles, qui sont en fait les ancêtres du strip-tease [...] L'argument en est fort simple. Yvette, jeune femme, se languit en l'absence de son mari, parti faire ses vingt-huit jours au service de la patrie. Au moment de se coucher, elle se déshabille, en contemplant le portrait de l'absent. Puis, après avoir enlevé ses principaux vêtements - corsage, robe, jupons blancs et roses, pantalon, bas et chemise-, elle écrit une lettre à son époux pour lui faire part de ses sentiments [...] Dans les vingt années suivantes, le motif du "coucher" ou du lever" prospère sur les scènes de music-hall et inspire le cinéma naissant. »

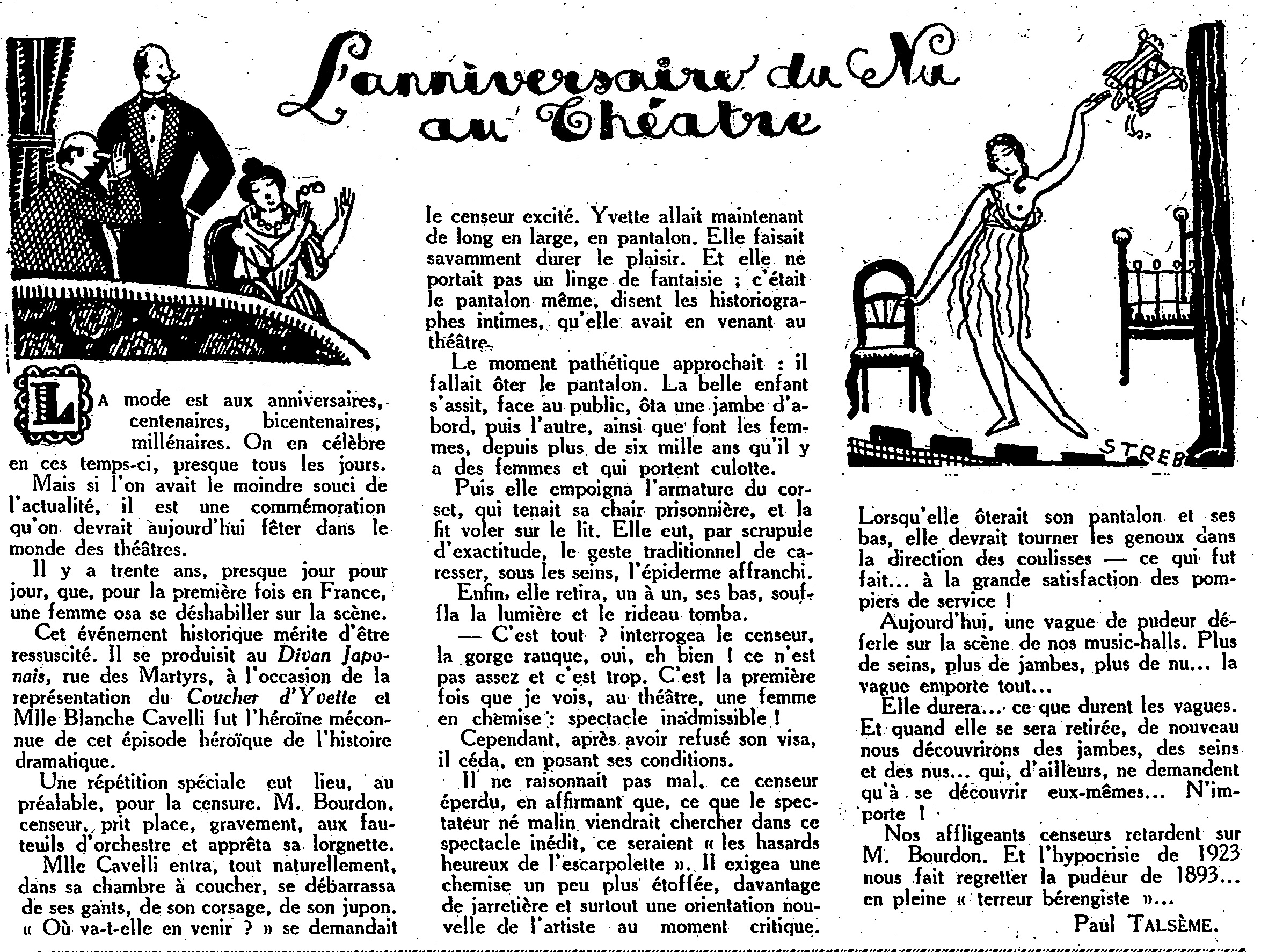
Examen de censure pour Blanche Cavelli dans le Coucher d'Yvette, cité dans l'article "l'anniversaire du nu", revue Frou Frou n°24

Précédemment refusée par l'Eden-Théâtre, la pièce fait l'objet d'une répétition spéciale pour la censure. Blanche Cavelli procède à l'effeuillage devant M. Bourdon qui donne son aval à condition de quelques remaniements.

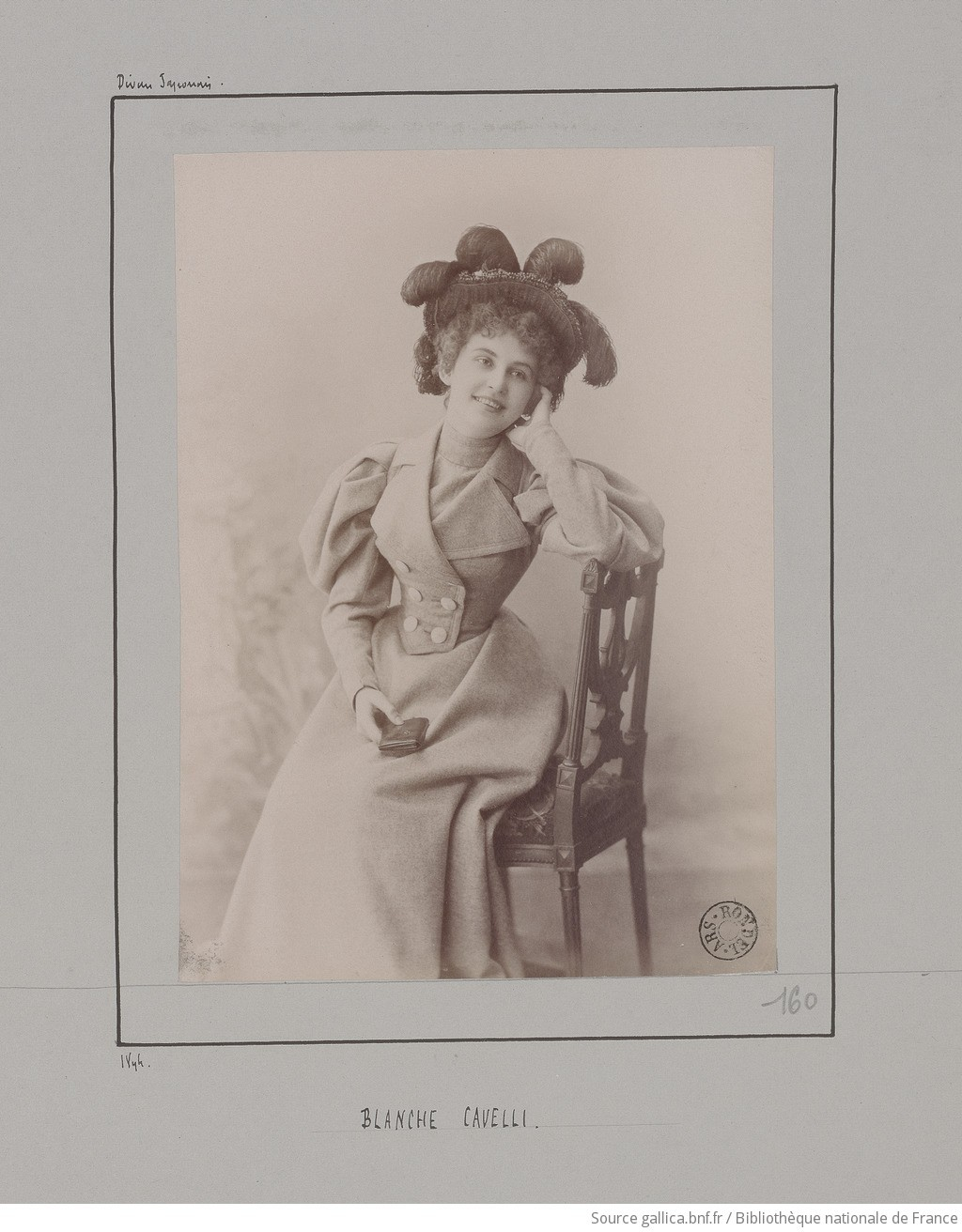
Blanche Cavelli. Divan Japonais. [Le coucher d'Yvette]. 1894 : [photographie]. BNF Gallica.

C'est donc le 3 mars 1894 qu'a lieu la première représentation de ce spectacle en soirée de gala puis en nocturne sur invitation, chez Maxime Lisbonne propriétaire du Concert Lisbonne alias Le Divan Japonais, célèbre cabaret parisien fréquenté par Toulouse-Lautrec. Blanche y reprend l'histoire d'Yvette qui se déshabille pour aller se coucher mais elle ose pour la première fois procéder au déshabillage complet, ce qui vaut salle comble pour de nombreuses représentations,,,,.

« Dans ce "premier déshabillé risqué sur une scène de théâtre", "Yvette défait son corsage, sa jolie robe qui lui va si bien, ses jupons blancs, ses jupons roses. Le pantalon tombe, les bas s’enlèvent, la chemise de nuit remplace la batiste du jour". "Cette scène muette étonne Sarcey par sa nouveauté, et par la manière dont elle tient le spectateur en haleine, sans pour autant nécessiter aucun coup de théâtre ni péripétie [...] la dramatisation du geste érotique supplante la construction dramatique de l'action. »

### Le dessous des dessous

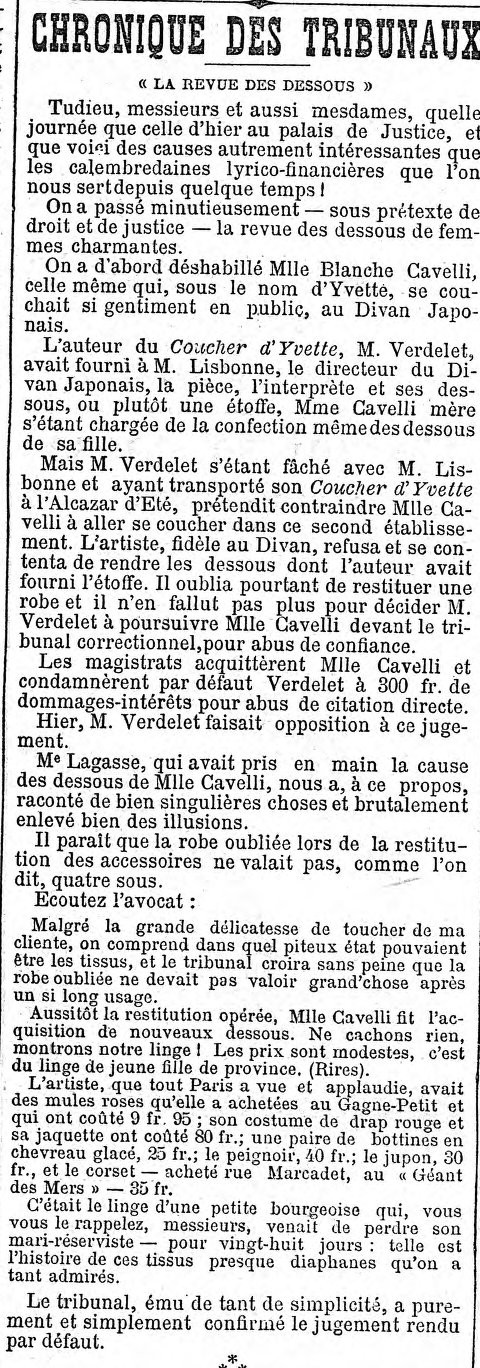
Blanche Cavelli dans le procès Verdellet, revue Le Gaulois du 1/2/1896

Le spectacle est repris en mai 1894 à l'Alcazar d'été aux Champs-Élysées mais Blanche refuse de s'y produire, tout comme au Théâtre de l'Eldorado de Lyon où elle est remplacée par Louise Willy. En effet, fidèle à Maxime Lisbonne, elle refuse de suivre dans ces établissements M. Verdellet, auteur de la pièce Le Coucher d'Yvette et directeur du Casino de Lyon en 1888. M. Verdellet l'assigne alors en justice pour abus de confiance. Blanche lui rend les "dessous" dont l'étoffe était sa propriété mais garde la robe confectionnée par sa mère couturière Louisa Chevallier. À l'occasion du procès où Maxime Lisbonne, convoqué, fit un scandale politique, chaque pièce de vêtements de la petite bourgeoise est évaluée : Une paire de mules roses achetée au Gagne-Petit, avenue de l'Opéra; un costume de drap rouge et jaquette, des bottines en chevreau glacé, un peignoir, jupon et corset achetés au Géant des Mers, rue Marcadet. Le tribunal l'acquitte en appel le 31/1/1896 et elle reçoit des dommages et intérêts pour abus de citation directe,.
Malgré les déboires du procès Verdellet, Blanche connaît le succès en 1894 aux Folies Bergère de Rouen, à l'exposition d'Anvers et à l'Alcazar Royal de Bruxelles où elle se produit avec la troupe de Maxime Lisbonne. Le Coucher venait en seconde partie après la pièce En Famille de Oscar Méténier.
À cette même période, le 16 juillet 1895, Blanche donne naissance rue Simart à Yvette (Blanche Germaine) Blavet qu'elle a conçue avec Paul Blavet, publiciste, secrétaire du Divan Japonais puis administrateur du Concert Lisbonne, fils de l'homme de lettres et secrétaire général de l'Opéra Émile Blavet. Paul reconnaît en juin 1896 Yvette Blavet mais n'épouse pas Blanche.

## Réorientation de carrière
Après une série de représentations à l'exposition de Budapest (mai à Octobre 1896), Blanche reprend des rôles plus traditionnels.
Elle participe à la pantomime Les Chimères de Xavier Privas et Ch. Aubert sur une musique de M. Arnaud-Picheran au Théâtre du Champ de Foire en 1897.
En 1898, elle joue dans La fin de Lucie Pelegrin, Paternité, La Gourdelle de Pierre Veber, Franches lippées de Tristan Bernard, Le facteur bien noté de Georges Docquois et Émile Marchais et l'Aventure de M. Tourte comédie de Marsan et Delbost toujours au Théâtre du Champ de Foire.
Un nouveau succès l'attend le 20 février 1899 cette fois au Théâtre de la Bodinière, où Blanche prend le rôle de Colombine auprès du mime Georges Wague qui interprète Pierrot dans la pantomime en un acte Sommeil Blanc de Xavier Privas,, sur une musique de Louis Huvey. C'est à cette occasion que Blanche fréquente ce compositeur lithographe-artiste peintre.
Celui-ci la prend sous son aile avec sa fille Yvette. (François) Louis Huvey épouse Blanche Cavelli le 16 mai 1905 à Paris (18e) et adoptera Yvette Blavet en 1952 juste avant de décéder. Profitant de la vie familiale, Blanche semble alors arrêter sa carrière lyrique, tout comme sa sœur Marie-Henriette (alias Berthe Cavelli) après son mariage avec Louis Cohn. Xavier Privas évoque cette nouvelle vie dans sa chanson Les Bébés qu'il dédicace en 1906 à Blanche Huvey dans La Chanson Sentimentale.
Mais la carrière de la petite Yvette Huvey, elle, ne fait que commencer... Précoce, Yvette n'a que 11 ans en 1906 quand elle est mentionnée jeune pianiste-élève de Jane Franquin, fille de Merri Franquin, professeur au Conservatoire de Paris. En 1933, elle obtient ses diplômes à l'École normale de Musique : Diplôme d'enseignement et Diplôme d'exécution au piano. Elle est élève de Alfred Cortot puis à 22 ans l'accompagnatrice de Georges Wague au Conservatoire de Musique et de Déclamation, poursuivant à sa manière la passion artistique de sa mère.

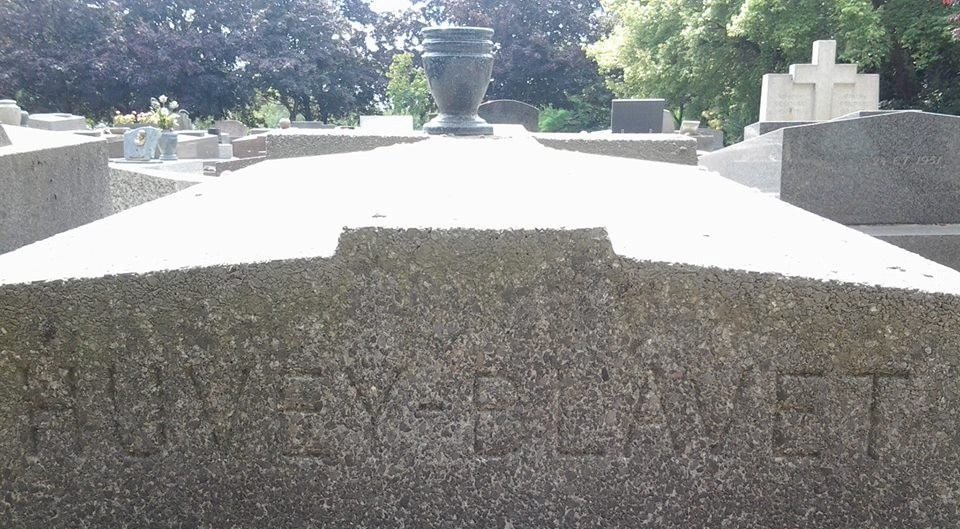
tombe 8, avenue des Jardins, Division 31, Ligne 19: Blanche Huvey (Cavelli) avec son mari Louis Huvey et sa fille Yvette Blavet-Huvey.

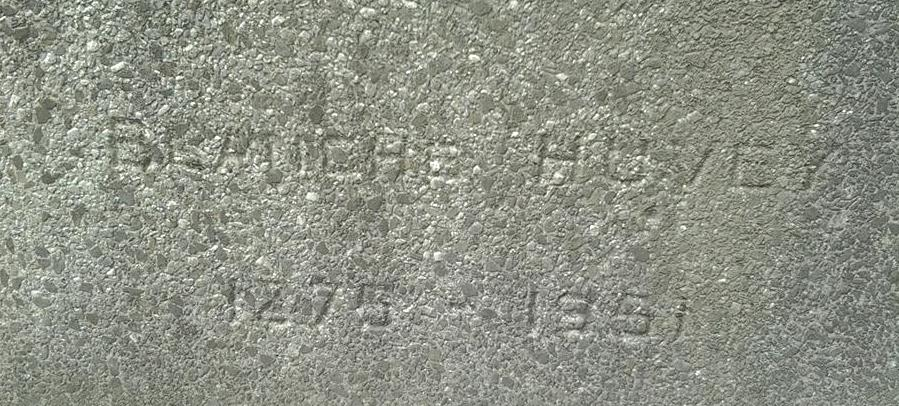
Blanche Huvey (Cavelli), cimetière des Batignolles (17e)

Blanche Cavelli meurt le 29 septembre 1951, à l'âge de 76 ans à son domicile 1 place Jacques-Froment (18e). Elle est inhumée au cimetière des Batignolles (17e) avec son mari et sa fille.